# Otajmat
Otajmat är en svensk TV-serie från 2021, regisserad av  Désirée Dutina. Huvudrollen Katta spelas av Molly Persson.
Serien hade premiär på SVT Play den 8 november 2021.

## Rollista (i urval)
| - Molly Persson – Katta - Lily Wahlsteen – Alex - Rasmus Boldyrev – Harry - Linda Källgren – Mamma - Henrik Kvarnlöt – Pappa 1. - Officiell webbplats - Otajmat på SVT Play |